# Orchid (Floryda)
Orchid – miasto w Stanach Zjednoczonych, w stanie Floryda, w hrabstwie Indian River.

## Demografia
W roku 2000 miasto zamieszkiwało 140 osób, a gęstość zaludnienia wynosiła 28,6 osoby/km². W roku 2023 liczba mieszkańców wzrosła do 547 osób, a gęstość zaludnienia przekroczyła 111 osób/km². Na przestrzeni niespełna ćwierćwiecza zaludnienie Orchid zwiększyło się prawie 4-krotnie.